# Zoë Quinn
Zoë Tiberius Quinn (1987) is een Amerikaanse computerspelontwerper en schrijver. Quinn, die met genderneutrale voornaamwoorden aangeduid wil worden, ontwikkelde de game Depression Quest, die werd uitgebracht op het gamingplatform Steam. In augustus 2014 vormde een blog van Quinns ex-vriend het begin van de Gamergate-controverse. Gedurende langere tijd was Quinn het doelwit van een online treitercampagne waarin regelmatig gedreigd werd met verkrachting of moord.

## Biografie
Quinns jeugd speelde zich af in een kleine stad bij het Adirondackgebergte in de staat New York. Op 14-jarige leeftijd werd bij Quinn klinische depressie vastgesteld.

## Carrière
Op 24-jarige leeftijd verhuisde Quinn naar Canada om daar te beginnen met het programmeren van videogames, wat leidde tot een eerste game tijdens een cursus videogames maken.

### Depression Quest
Tijdens het eerste programmeerwerk ontmoette Quinn de schrijver Patrick Lindsey, die ook leed aan depressies. Lindsey was van mening dat de bestaande games over depressies de ziekte niet goed genoeg weergaven. Zo maakten deze games veel gebruik van metaforen en symbolen. Hij stelde voor samen een game te maken die anderen beter zou kunnen laten inzien wat het was om werkelijk aan depressies te lijden. Samen met Isaac Schankler, die verantwoordelijk was voor de muziek, maakten Quinn en Lindsey de 'text-based game' Depression Quest, die in februari 2013 werd uitgebracht.
Quinn probeerde tweemaal Depression Quest te publiceren op Steam. De eerste keer was in december 2013 en de tweede keer in augustus 2014. De laatste keer werd de game geaccepteerd en uitgebracht. De game ontving op Steam een grote hoeveelheid negatieve kritiek. Gamers vonden dat een game over zo'n negatief onderwerp niet geschikt was voor het gamingplatform. Daarnaast waren veelgehoorde klachten dat de game saai was, omdat deze voornamelijk uit tekst bestond.

### Andere projecten
Quinn ontwikkelde ook de Game Developers Help List, waar ervaren en beginnende game-ontwikkelaars met elkaar in contact kunnen komen.
Quinn was consultant voor de iOS-game Framed van Loveshack Entertainment.
Quinn schreef een hoofdstuk in Videogames for Humans, een boek over games die gemaakt zijn met Twine, en een hoofdstuk voor het boek The State of Play: Sixteen Voices on Video Games over de ontwikkeling van Depression Quest en over de treitercampagnes die volgden. In 2015 deed Quinn mee aan de documentaire GTFO.

## Gamergate
In augustus 2014 schreef een ex-vriend van Quinn een lang blogbericht over hun relatie. In dat bericht The Zoë Post beschuldigde hij Quinn er ten onrechte van dat die goede recensies, in de vorm van aandacht schenken in artikelen, had gekregen voor Depression Quest van een journalist, Nathan Grayson, met wie Quinn een relatie had. Deze beschuldigingen bleken later ongegrond. Grayson verklaarde Quinn slechts een keer te hebben genoemd in een artikel. Dit was nog voordat zij een relatie kregen. Wel was hij al sinds 2012 bevriend met Quinn en schreef hij meerdere artikelen waarin hij aandacht schonk aan zowel Quinn als de game zonder te vermelden dat ze goede banden met elkaar hadden. Tevens is Grayson vermeld in de credits van de game.
De beschuldigingen waren het begin van de Gamergate-controverse. Tijdens Gamergate was Quinn langere tijd het doelwit van treitercampagnes met daarin dreigingen met verkrachting en moord. Ook werden naaktfoto's en persoonlijke gegevens als het huisadres en telefoonnummer online geplaatst. Deze Gamergate-lastercampagnes zorgden dat de misogynie in games erkend werd. De treitercampagnes escaleerden en Quinn besloot te vluchten vanwege vermeend levensgevaar. Quinn werkte samen met de autoriteiten om degenen die verantwoordelijk waren voor de treitercampagnes te identificeren. In januari 2015 startte Quinn samen met Adam Lifschitz, een van de oprichters van Crash Override, een privénetwerk van experts die slachtoffers van online getreiter bijstaan.

### Boek over Gamergate
In september 2017 bracht Quinn een boek uit over de ervaringen met gamergate, Crash Override - How Gamergate (Nearly) Destroyed My Life, and How We Can Win the Fight Against Online Hate, ISBN 9781610398084.

## Shufflegate
Tijdens de E3 2016 verweet Quinn Nintendo dat de "shufflegate: exposed!"-dialoog in de E3-trailer van Paper Mario: color splash, een grap was over de rug van het Gamergate-verleden. Nintendo reageerde op de ophef door te zeggen dat het een Watergate-referentie was en niets te maken had met Gamergate.

## Persoonlijk
Quinn heeft een NTag216-chip in de rug van de hand geïmplementeerd, evenals een magnetisch implantaat in de linkervinger.